# Agente Lemmy Caution: missione Alphaville
Agente Lemmy Caution: missione Alphaville (Alphaville, une étrange aventure de Lemmy Caution) è un film del 1965 diretto da Jean-Luc Godard, liberamente ispirato al personaggio dell'agente segreto Lemmy Caution, ideato dallo scrittore britannico Peter Cheyney.
Il film combina i generi della fantascienza distopica e del film noir. Nonostante sia ambientato nel futuro e in un altro pianeta, nella dittatura tecnocratica di Alphaville, il film è girato a Parigi e la scenografia è costituita da edifici e interni modernisti, stile anni Sessanta; gli stessi personaggi si riferiscono a eventi del XX secolo (il protagonista si definisce “veterano di Guadalcanal”).
Il ruolo di Lemmy Caution era già stato interpretato dall'attore Eddie Constantine in una decina di film, tra cui L'agente federale Lemmy Caution (A toi de faire, mignonne, 1963). In questo film, l'agente Lemmy Caution si trova per la prima volta alle prese con un'indagine che si svolge in un'ambientazione fantascientifica.

## Trama
In un futuro imprecisato, l'agente segreto Lemmy Caution giunge sotto le mentite spoglie di Ivan Johnson, inviato del giornale Figaro-Pravda, nella città di Alphaville, capitale di un'altra galassia. Sul pianeta ogni aspetto della vita quotidiana è regolato dal supercomputer Alpha 60 che, creato dal prof. Nosferatu, bandisce ogni emozione individuale e ogni comportamento giudicato illogico.
Giunto in albergo, Caution viene accompagnato in stanza da una “seduttrice di grado 3” che però non soddisfa le sue aspettative e viene sostituita da una seconda, Natacha von Braun. Costei è la figlia del professor von Braun, lo scienziato di origine terrestre che Caution ha l'incarico di ricondurre con sé. L'uomo nel frattempo ha assunto ad Alphaville l'identità di Leonard Nosferatu, il creatore di Alpha 60.
Come prima mossa, Lemmy Caution prende contatto con Dickson, l'agente che lo ha preceduto; costui, incapace di sopportare la durezza della vita ad Alphaville, si è dato all'alcolismo e muore tra le braccia dell'agente.
Caution deve recarsi alla registrazione obbligatoria per gli stranieri, che consiste in un interrogatorio da parte di Alpha 60 durante il quale la macchina viene messa in difficoltà dalle risposte dell'agente; l'uomo può anche visitare i tecnici che sovrintendono al gigantesco computer. Natacha lo accompagna a una cerimonia pubblica alla quale presenzia suo padre: una serie di esecuzioni capitali hanno luogo in una piscina al coperto, tra le evoluzioni acrobatiche di alcune nuotatrici. I giustiziati sono tutti cittadini di Alphaville che non hanno un comportamento rigidamente razionale, e che muoiono falciati da raffiche di mitra declamando dichiarazioni romantiche al pubblico che assiste.
Anche Lemmy Caution comincia a essere disturbato da questa tensione razionalità/emotività; tornato in albergo, legge a Natacha, talmente abituata a questa vita senza emozioni da risultare affettivamente passiva, alcune poesie da un libro che gli ha dato Dickson; si tratta di Capitale de la douleur di Paul Éluard; la giovane “seduttrice di grado 3” rimane turbata dal fatto di non capire parole come “coscienza” e “amore”.
Nel frattempo la missione è sull'orlo di una crisi intergalattica. I rapporti tra Alphaville e i “pianeti esterni” peggiorano drammaticamente, finché Alpha 60 dichiara la guerra. Facendo irruzione nell'ufficio di Nosferatu, Lemmy Caution riesce a danneggiare irreparabilmente il supercomputer; Alphaville precipita istantaneamente nel caos poiché senza la guida onnipresente di Alpha 60 gli abitanti sono incapaci di muoversi. Caution fugge in auto portando con sé Natacha, varcando il confine esterno cittadino, metafora di una fuga da quel mondo da incubo.

## Produzione
Il film è una coproduzione franco-italiana. L'idea nasce dall'attore Eddie Constantine, il cui personaggio di Lemmy Caution, interpretato in sette pellicole tra il 1953 e il 1963, piace molto a Jean-Luc Godard, notoriamente appassionato di film di serie B:
(Eddie Costantine)
Il 14 dicembre 1964 Godard concede un'intervista al Nouvel Observateur insieme all'attore e alla moglie Anna Karina, dalla quale il regista divorzierà una settimana dopo, per annunciare che il prossimo sarà un film di fantascienza prodotto da André Michelin, figlio del celebre industriale dello pneumatico.
Dopo il giallo, la Nouvelle Vague sta attraversando un periodo di interesse per un altro genere di fiction, la fantascienza: è significativo che François Truffaut abbia in cantiere la riduzione cinematografica di Fahrenheit 451 di Ray Bradbury.
Il budget raccolto da Michelin ammonta a 220.000 dollari, il doppio dei due precedenti film di Godard. Invece di costruire in uno studio di posa il suo futuro, Godard ricorre alla nuova architettura della trasformazione urbana di Parigi, in pieno svolgimento a metà anni Sessanta: la Ville Lumière contiene già in sé Alphaville. Per dare al film un'atmosfera particolare decide di girare non solo in bianco e nero, ma anche di notte, utilizzando una pellicola ultrasensibile, la Ilford HPS già sperimentata con Fino all'ultimo respiro nel quale però aveva dovuto ricorrere alla versione per macchina fotografica, con lunghe strisce di negativo non tagliate. Malgrado alla fine si siano dovuti gettare via parecchi metri di pellicola, il risultato è un film crepuscolare, immerso in un alone lunare, dal bianconero fortemente contrastato con volti e forme scolpiti da una luce incidente.
Le condizioni delle riprese, tra gennaio e febbraio 1965, sono quasi proibitive, in un inverno estremamente rigido, per di più con il lavoro programmato di notte, sotto pioggia, nebbia e neve, talvolta dalle 21:00 alle 6:00 del mattino seguente.

### Fonti di ispirazione
Partendo dall'assunto che la città del futuro è già contenuta nella Parigi dei suoi tempi, Godard decide che l'estetica che gli serve per Alphaville è già presente negli esperimenti di “arte cinetica” del GRAV (Gruppo di ricerca d'arte visuale), la cui filosofia è: “Guerriglia culturale contro lo stato attuale delle cose: combattere tutto ciò che accresce lo stato di dipendenza, di apatia, di passività legato alle abitudini, ai criteri stabiliti, ai miti e agli schemi mentali nati da un condizionamento complice delle strutture del potere”. Il regista ha avuto modo di visionarne il lavoro alla Biennale di Parigi e ne ricava un'estetica d'atmosfera: indicazioni luminose, lampi al neon, tutto un ammiccare alla segnaletica urbana della città nuova, la città del futuro.
Antoine de Baecque individua un'altra fonte d'ispirazione nel pamphlet La Francia contro la civiltà degli automi (La France contre les robots) scritto nel 1944 da Georges Bernanos durante l'esilio volontario in Brasile, mentre era in corso l'occupazione nazista. Bernanos immagina un mondo futuro spartito fra tre “democrazie moderne” (Impero Inglese, Plutocrazia Americana e Impero Sovietico), in realtà dittature tecnologiche dominate dal culto della scienza. Solo la Francia, imbevuta dei principi umanisti della Rivoluzione, sarebbe in grado di opporsi agli Stati-Robot. A proposito di questa scelta così poco cinematografica, Godard rispose: “Non ho voluto immaginare la società dell'Avvenire, come Wells. Al contrario, io racconto la storia di un uomo di vent'anni fa che scopre il mondo di oggi e se ne stupisce, o, se preferite, la storia di un uomo del tempo del Fronte popolare che arriva nell'epoca del gaullismo”.

### Cameo
Breve comparsata di Jean-Pierre Léaud: è il cameriere che porta la colazione in camera al protagonista.

## Distribuzione
Il film fu distribuito per la prima volta in Francia il 5 maggio 1965. Dopo essere stato presentato al Festival dei Due Mondi di Spoleto e al III Festival di Fantascienza di Trieste, in Italia fu distribuito il 7 agosto 1965 e inizialmente vietato ai minori di 14 anni; la censura cinematografica acconsentì in seguito a rimuovere il divieto dopo alcuni tagli.
In Italia fu trasmesso in televisione per la prima volta il 6 gennaio 1972 sul Secondo Programma della Rai, in concorrenza con la serata finale di Canzonissima 1971.

## Accoglienza

### Incassi
Nelle sette settimane di proiezione a Parigi totalizzò 112.626 spettatori, ammortizzando ampiamente i costi.

### Critica
(Fantafilm)
Per Godard questo film girato con la moglie dalla quale ha appena divorziato è “un'operazione di lutto”, un tentativo di unire artisticamente ciò che è separato sentimentalmente. Per lei richiede alla truccatrice Jackie Reynal un maquillage da attrice svedese del cinema muto, bianco sulle guance e il viso, nero intorno agli occhi. Il suo volto emerge dalla pellicola, fotografato prodigiosamente e con un'intensità fisica che volge la luce nel suo contrario.
Non può non essere simbolico il ruolo che affida a Anna Karina, dal momento che Natacha von Braun è una donna che non capisce la parola “amore”; come pure è simbolica la scelta del libro Capitale de la douleur di Paul Éluard, raccolta di poesie sulla perdita di un amore: Gala, la moglie dell'autore, lo aveva lasciato per Salvador Dalí, dopo una lunga storia con Max Ernst. Alphaville è dunque la storia di due amori paralleli che finiscono, Godard/Karina e Éluard/Gala, e la "Capitale del dolore" è la città in cui neppure si conosce il significato della parola “amore”.

## Citazioni
Jorge Luis Borges è abbondantemente citato per la sua concezione labirintica del tempo.
Nella scena in cui Caution viene interrogato da Alpha 60, le citazioni sono molte: Henri Bergson ("Credo nei dati immediati della coscienza"); Blaise Pascal ("Il silenzio eterno degli spazi infiniti mi spaventa"); Friedrich Nietzsche ("Qual è il privilegio dei morti? Non morire più"). Inoltre, è presente anche un riferimento a Louis-Ferdinand Céline, quando il protagonista in taxi afferma che il suo è un "viaggio al termine della notte". L'universo totalitario e il controllo del linguaggio richiamano il romanzo 1984 di George Orwell.
Spesso nel corso del film, compaiono le equazioni E=mc² e E=hf.
Il professor von Braun (riferimento allo scienziato tedesco Wernher von Braun dal discusso passato) era conosciuto originariamente con il sinistro nome di Leonard Nosferatu (un chiaro tributo all'omonimo film vampiresco di Friedrich Wilhelm Murnau). Lo scomparso predecessore dell'agente si chiama come il noto detective dei fumetti, Dick Tracy, mentre i due agenti che scortano il protagonista sono Heckle e Jeckle, il nome di una coppia di cornacchie dell'animazione anni Cinquanta.
Nel film Cattive compagnie, nella festa dove Michael Boll (James Spader) e Alex (Rob Lowe) incontrano Claire (Lisa Zane), sono proiettate sulle pareti della casa le scene del film dove Lemmy Caution cerca di entrare nell'ufficio di Nosferatu per distruggere il supercomputer.

## Riconoscimenti
- 1965 – Festival di Berlino
  - Orso d'oro

## Influenza culturale
- Il nome Alphaville è stato ripreso dall'omonima pop band tedesca degli anni Ottanta.
- Le scene hanno ispirato la creazione di due videoclip, Linger dei Cranberries (1993) e One Word di Kelly Osbourne (2005).[senza fonte]
- Aki Kaurismäki e Mika Kaurismäki hanno chiamato la loro società di distribuzione Ville Alpha in omaggio al film.